# Prokurator (titel)
Prokurator är en titel från medeltiden med betydelserna åklagare, ombudsman, syssloman med ursprung i den romerska titeln prokurator. Det kunde även vara det samma som seneskalk. Prokurator animarum var ett ombud vid andliga domstolar, prokurator ecclesice var en förvaltare av kyrko- eller akademigods och prokurator fidei var det allmännas ombud vid inkvisitionsdomstolarna. I klostren kallas förmögenhetsförvaltaren, särskilt i dominikanklostren, för prokurator. 
I Sverige var prokurator en tjänsteman som bevakade kungens intressen och kunde även vara en allmän åklagare. Titeln hölls bland annat av Jöran Persson.
I Republiken Venedig var prokurator di San Marco en hederstitel för högt ställda män. Det fanns nio ordinarie och dogen valdes ur denna grupp. 
Senare har titeln förekommit i Frankrike där en procureur är en representant för le ministére public vid domstolarna. 
I Skottland är prokurator benämning på en jurist, som praktiserar vid en underdomstol, och även på en lokal tjänsteman, som tillsattes av sheriffen och är allmän åklagare i vissa fall samt besiktningsman i fråga om dödsfall.
I Norge och Danmark var prokurator ett biträde vid rättegångar.